# هیکیکومی گائشی
هیکیکومی گائشی (به ژاپنی: 引込返)-(به انگلیسی: Hikikomi gaeshi) یکی از فنون و تکنیک‌های دستهٔ ناگه-وازا رشتهٔ ورزشی جودو است که در زیردستهٔ سوتمی-وازا دسته‌بندی می‌شود.